# Éric Davoust
Pour les articles homonymes, voir Davoust.
Éric Davoust, né le 28 juillet 1960 à Rennes et mort le 7 mai 2024 à Reims, est un pianiste français.

## Biographie
Le pianiste Éric Davoust, né le 28 juillet 1960 à Rennes a été formé dans la tradition de l'École française.
À quinze ans, il remporte le prix international Alex de Vries et donne ses premiers récitals. Il obtient la licence de concert de l'École normale de musique de Paris l'année suivante. Il est reçu à l'unanimité et avec les félicitations du jury. Il est aussi lauréat de la Fondation de la vocation.
Il a enseigné de 1999 à 2002 à l'université Johannes Gutenberg de Mayence. Il est, en 2015, professeur au Conservatoire à rayonnement régional de Reims.
Éric Davoust meurt le 7 mai 2024 à Reims, à l’âge de 64 ans.

## Récompenses et prix
- 1975 : Lauréat du prix international Alex de Vries (Anvers)
- 1980 : Lauréat de la fondation de la vocation